# Меліоративне
Меліоративне — селище в Україні, в Піщанській сільській громаді Самарівського району Дніпропетровської області.
Код КОАТУУ — 1223255800. Населення за переписом 2001 року становило 4519 осіб.

## Географічне розташування
Селище міського типу Меліоративне знаходиться на лівому березі річки Самара, вище за течією примикає село Орлівщина, нижче за течією примикає село Піщанка, на протилежному березі — місто Новомосковськ. Річки в цьому місці звивисті, утворюють лимани, стариці і заболочені озера.
Через селище проходять автомобільні дороги М18 (E105), М30 (E50) і залізниця, станція Орлівщина.

## Історія
- Селище Меліоративне виникло в 1969 році в зв'язку з будівництвом каналу Дніпро — Донбас.
- 1975 році — присвоєно статус селище міського типу.
- До 2017 було адміністративним центром Меліоративної селищної ради, до якої не входили інші населені пункти.

## Населення

### Мова
Розподіл населення за рідною мовою за даними перепису 2001 року:
| Мова            | Кількість | Відсоток |
| --------------- | --------- | -------- |
| українська      | 3814      | 84.40%   |
| російська       | 681       | 15.07%   |
| білоруська      | 20        | 0.44%    |
| румунська       | 2         | 0.04%    |
| інші/не вказали | 2         | 0.05%    |
| Усього          | 4519      | 100%     |

## Економіка
- Новомосковський завод труб і метизних виробів, ВАТ.
- Новомосковський завод ЗБВ, ВАТ.
- ЗАТ з II «Оріль-Лідер».
- Новомосковський ремонтно-механічний завод, ДП.
- ТОВ «ДВЛ Компані».

## Об'єкти соціальної сфери
- Школа.
- Дитячий садок.
- Будинок культури.
- Фельдшерсько-акушерський пункт.

## Видатні уродженці
- Яровий Микита Олександрович (1995—2016) — український військовик, Герой України.

## Галерея

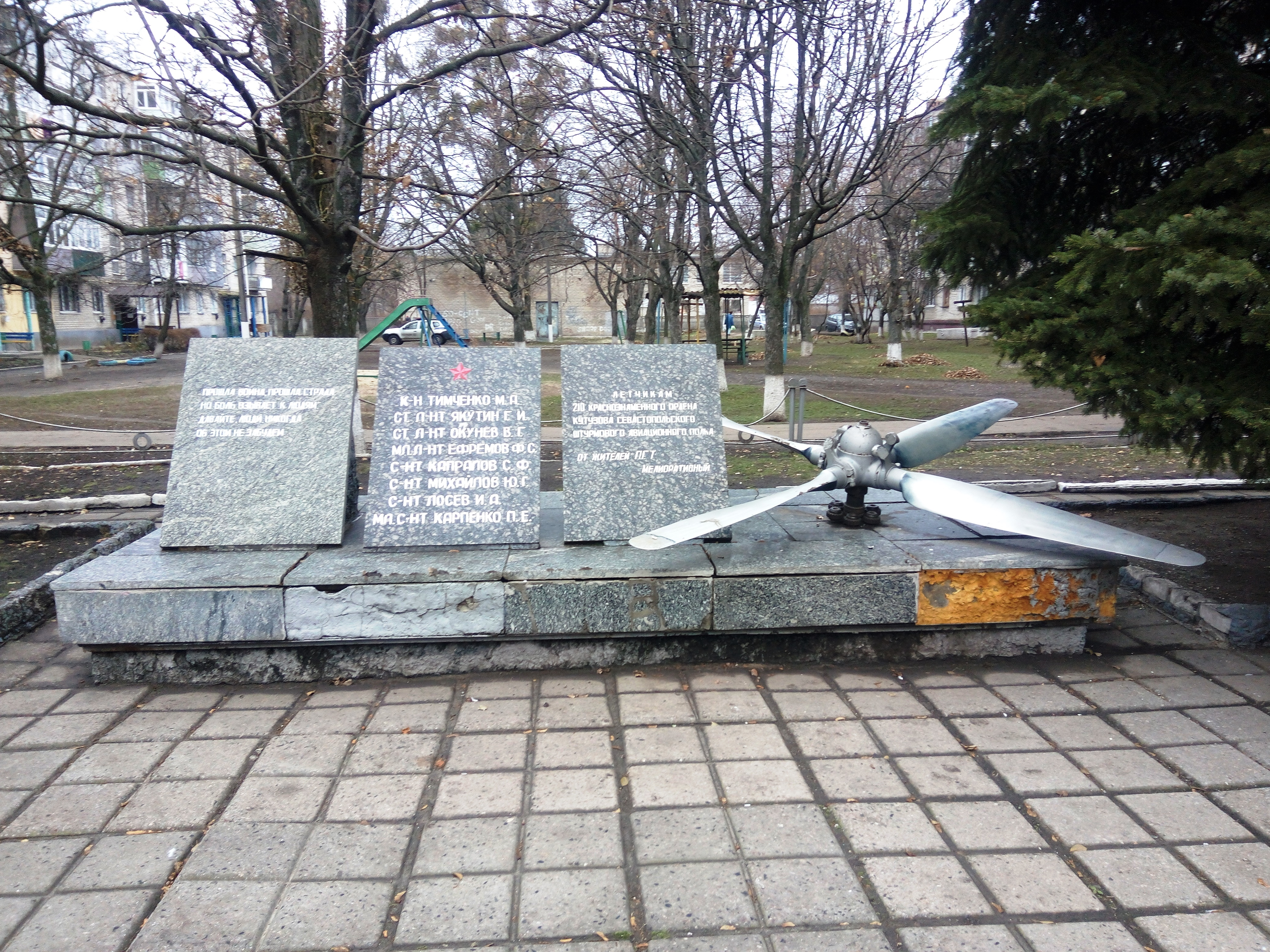
Пам`ятник загиблим льотчикам
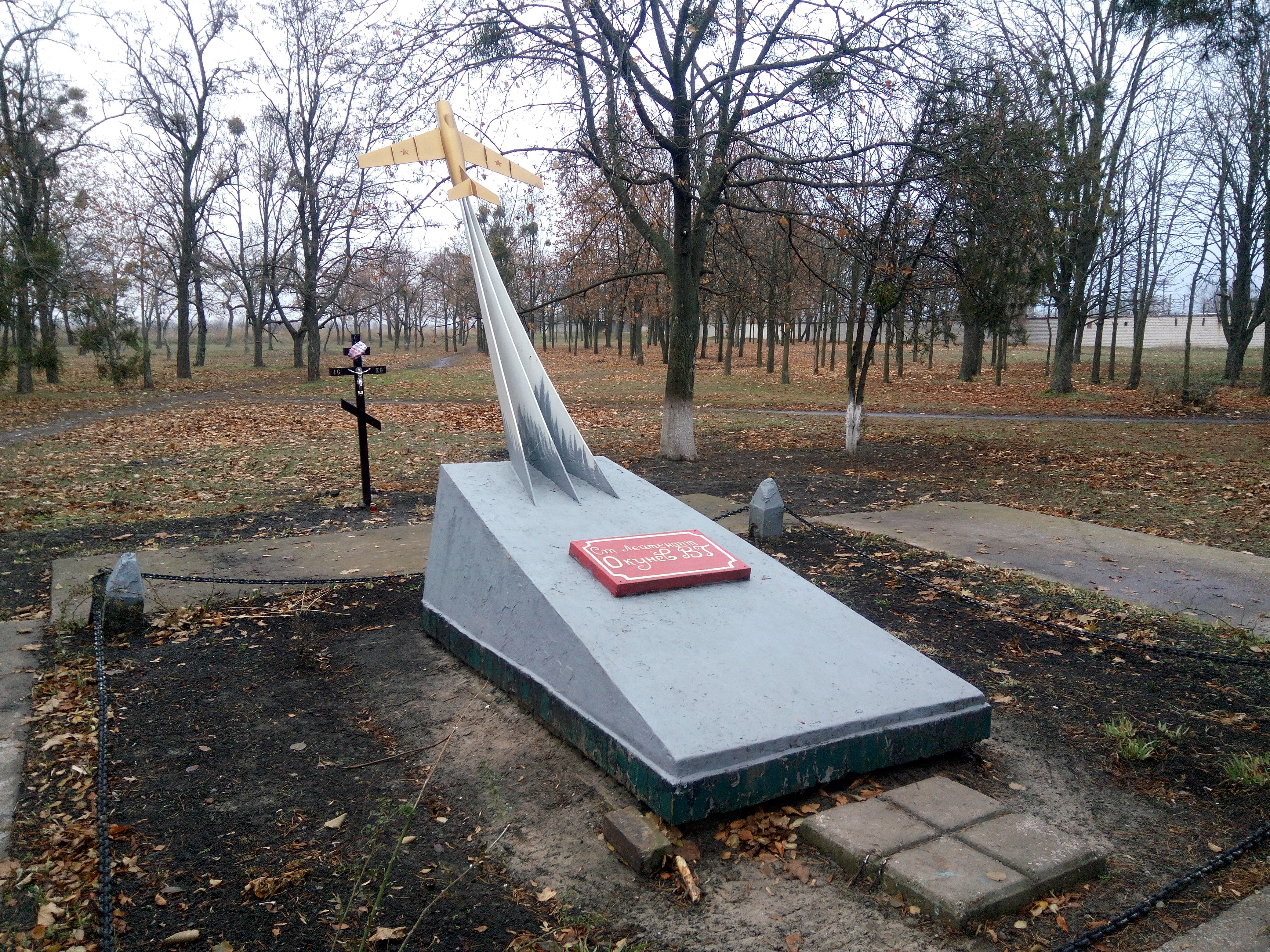
Пам`ятник старшому лейтенанту Окуньову В. Г.
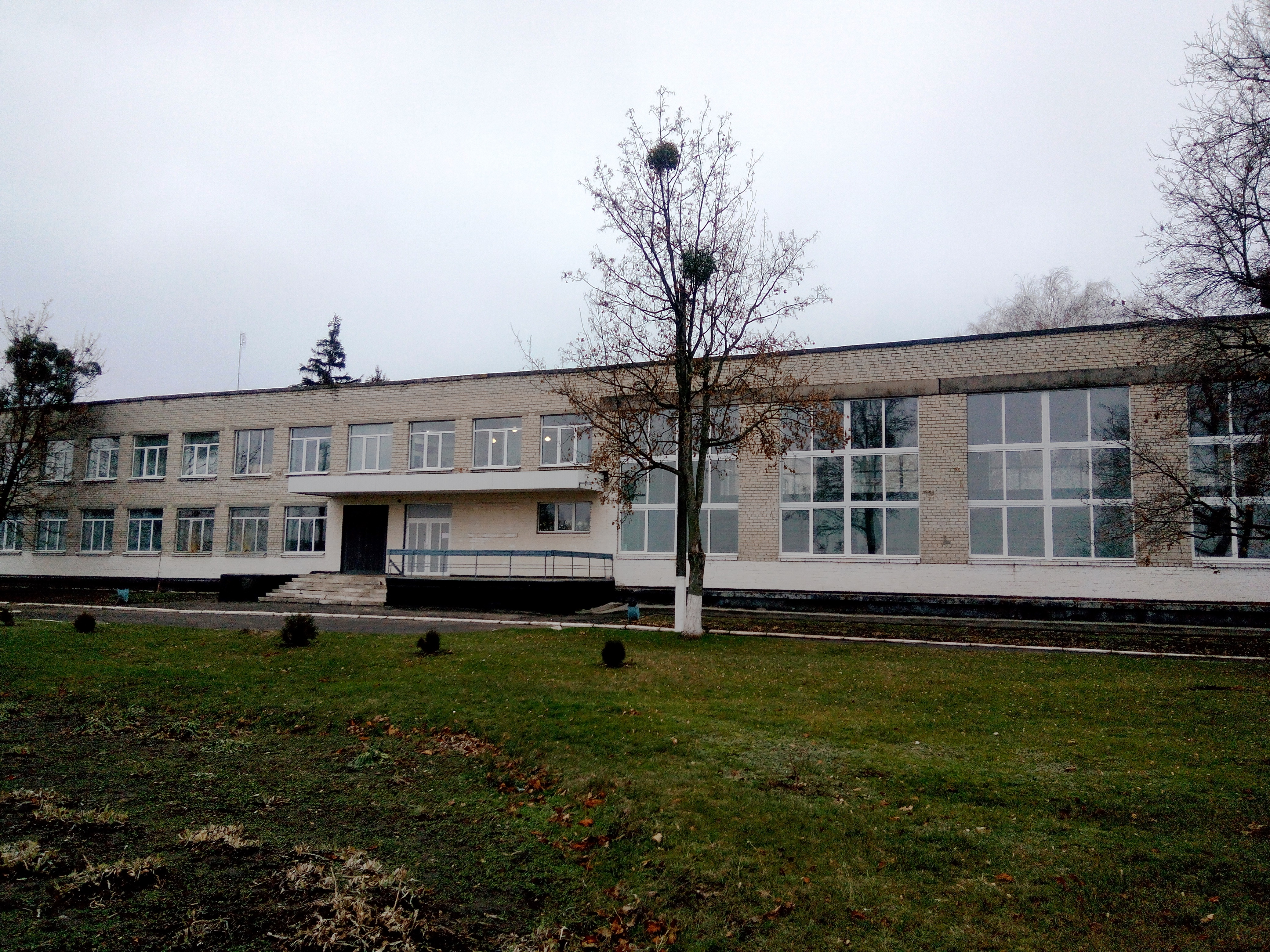
Середня загальноосвітня школа
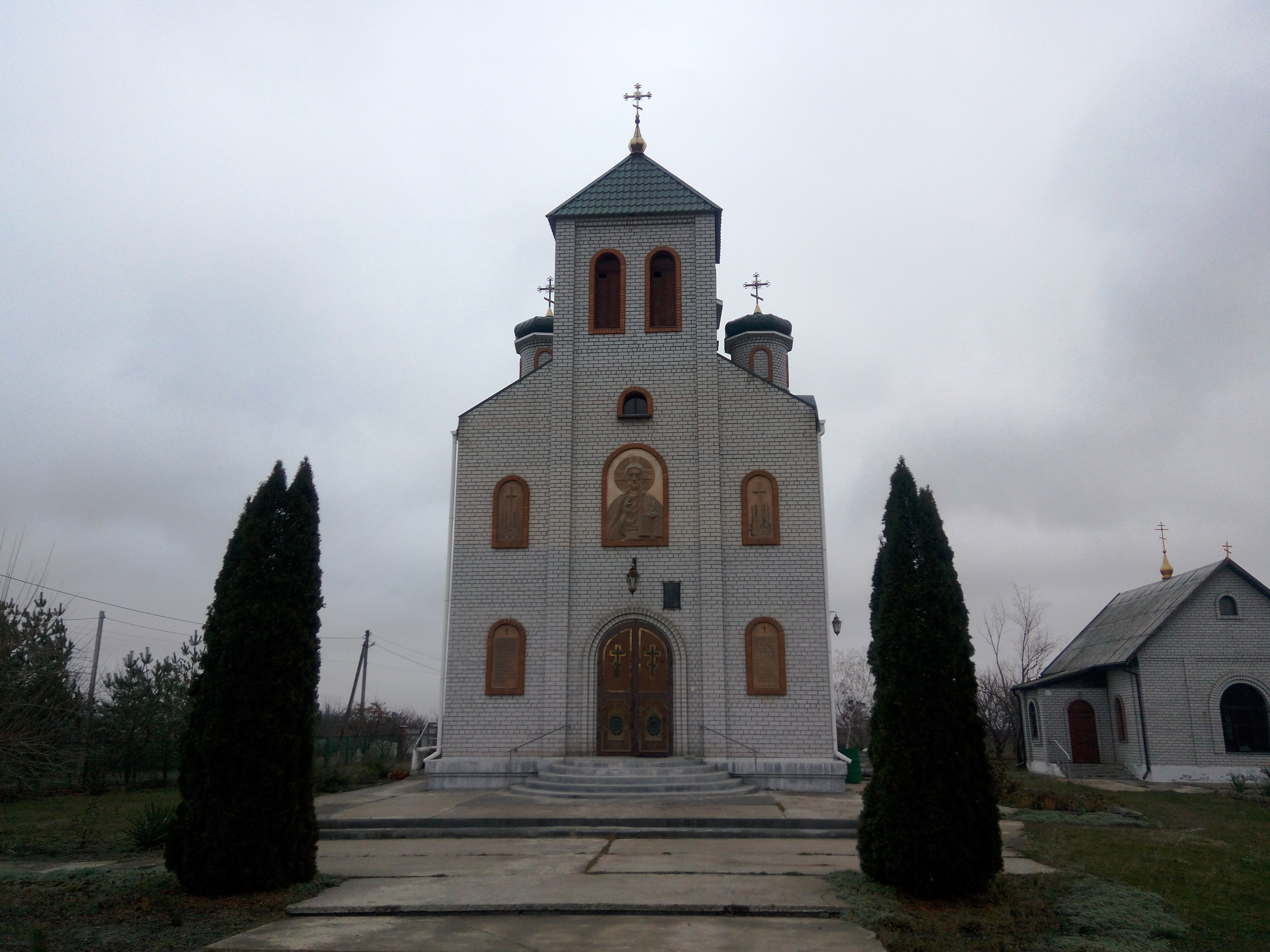
Собор Дванадцяти Святих Апостолів